# Лютова, Тамара Серафимовна
Тамара Серафимовна Лютова (25 июля 1932 ― 7 августа 2008) ― передовик советской транспортной отрасли, почётный гражданин города Мурманска (1998), заслуженный работник транспорта РСФСР, почётный работник транспорта России.

## Биография
Тамара Серафимовна Лютова родилась 25 июля 1932 года в селе Ивановка Омской области. В город Мурманск она переехала в 1958 году после завершения обучения в Омском автодорожном институте. Стала работать по специальности. В 1964 году была назначена директором Мурманского пассажирского автотранспортного предприятия. В 1991 года избрана на должность генерального директора акционерного общества «Такси». Общий стаж в транспортной отрасли в службе такси города Мурманска составил 42 года. Под её руководством предприятие смогло с честью пройти испытания на прочность в условиях рыночной экономики и сохранило производственный и трудовой потенциал автопарка.
Как руководитель транспортного предприятия она смогла организовать внедрения на производстве новых форм и методов работы, создала благоприятные условия труда и отдыха работников таксопарка. Во время её работы были построены закрытые стоянки для машин, блоки вспомогательных цехов, физкультурно-оздоровительный комплекс, а также ряд стоянок для частных автомобилей.
Активно занималась общественно-политической деятельностью. На протяжении 22 лет избиралась депутатом Мурманского городского совета, возглавляла городскую комиссию по транспорту и связи, трудилась на общественных началах в областном Женском совете. До 2003 года была руководителем территориальной избирательной комиссией города Мурманска. Организатор и руководитель Мурманского городского отделения общественной приемной полномочного представителя Президента РФ в Северо-Западном федеральном округе.
Неоднократно награждалась государственными наградами СССР и России и почётными званиями.
Решением Мурманского городского Совета I созыва от 29 сентября 1998 года удостоена звания «Почётный гражданин города Мурманска».
Проживала в городе Мурманске. Умерла 7 августа 2008 года.

## Награды и звания
- Орден Трудового Красного Знамени
- Орден Почёта
- Медаль «Ветеран труда»
- другими медалями.
- Заслуженный работник транспорта РСФСР
- Почётный работник транспорта России
- Почётный гражданин города Мурманска (29.09.1998)